# 郑景明

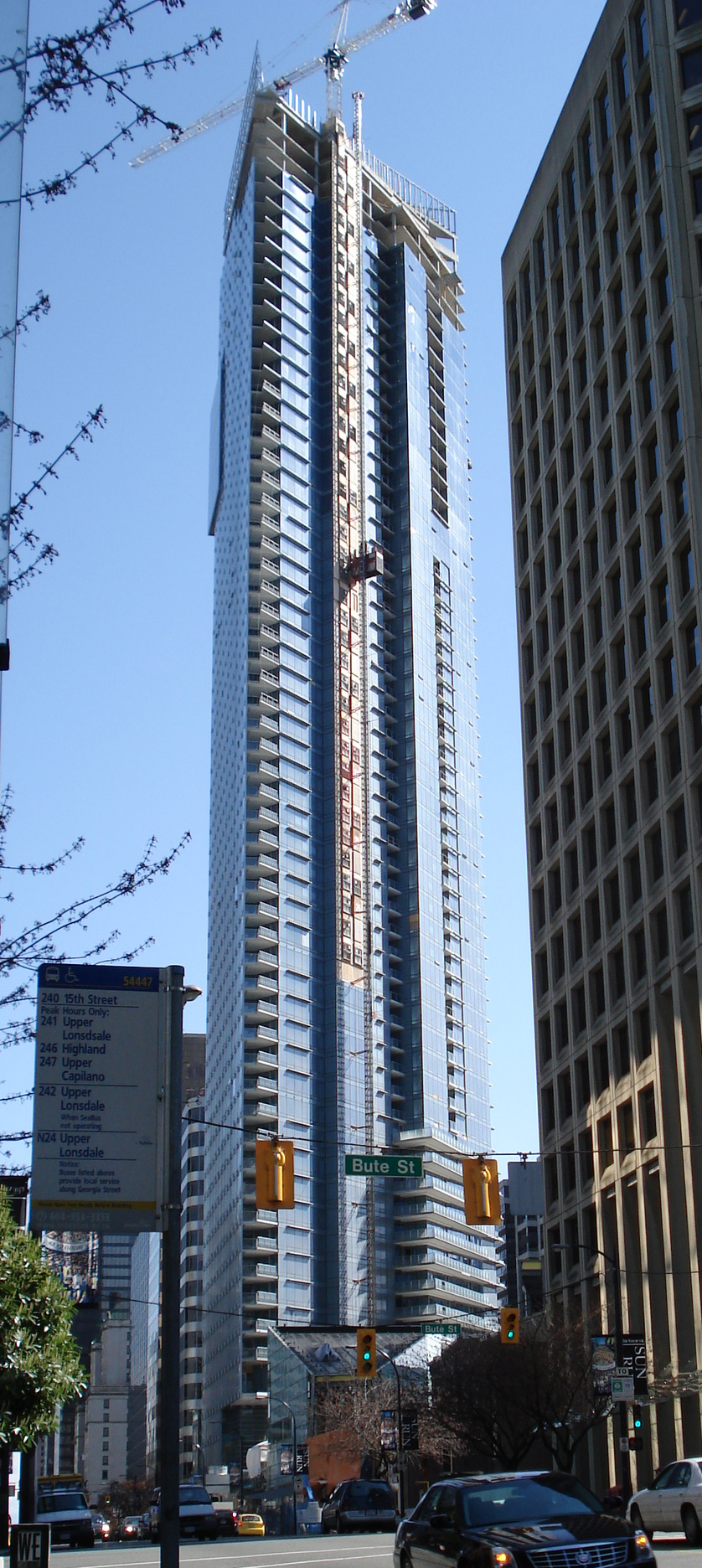
2008年尚在建设中的温哥华香格里拉酒店

郑景明 (英語：James K. M. Cheng)是一位加拿大华裔建筑师，设计建造了多座温哥华摩天大楼。独创的建筑风格成为温哥华主义的代表。

## 生平
出生于香港，1970年毕业于华盛顿大学，1977年毕业于哈佛大学，导师是美国著名建筑师理查德·迈耶，在加拿大又在阿瑟·埃里克森门下作学徒。1978年成立了自己工作室James K.M. Cheng Architects Inc.。 

## 作品
- 温哥华中国文化中心
- 温哥华香格里拉酒店
- 多伦多香格里拉酒店
- 温哥华费尔蒙太平洋酒店
- 萧氏大厦
- 瀑布花园

## 荣誉
2012年被授予加拿大勋章。